# Butadon

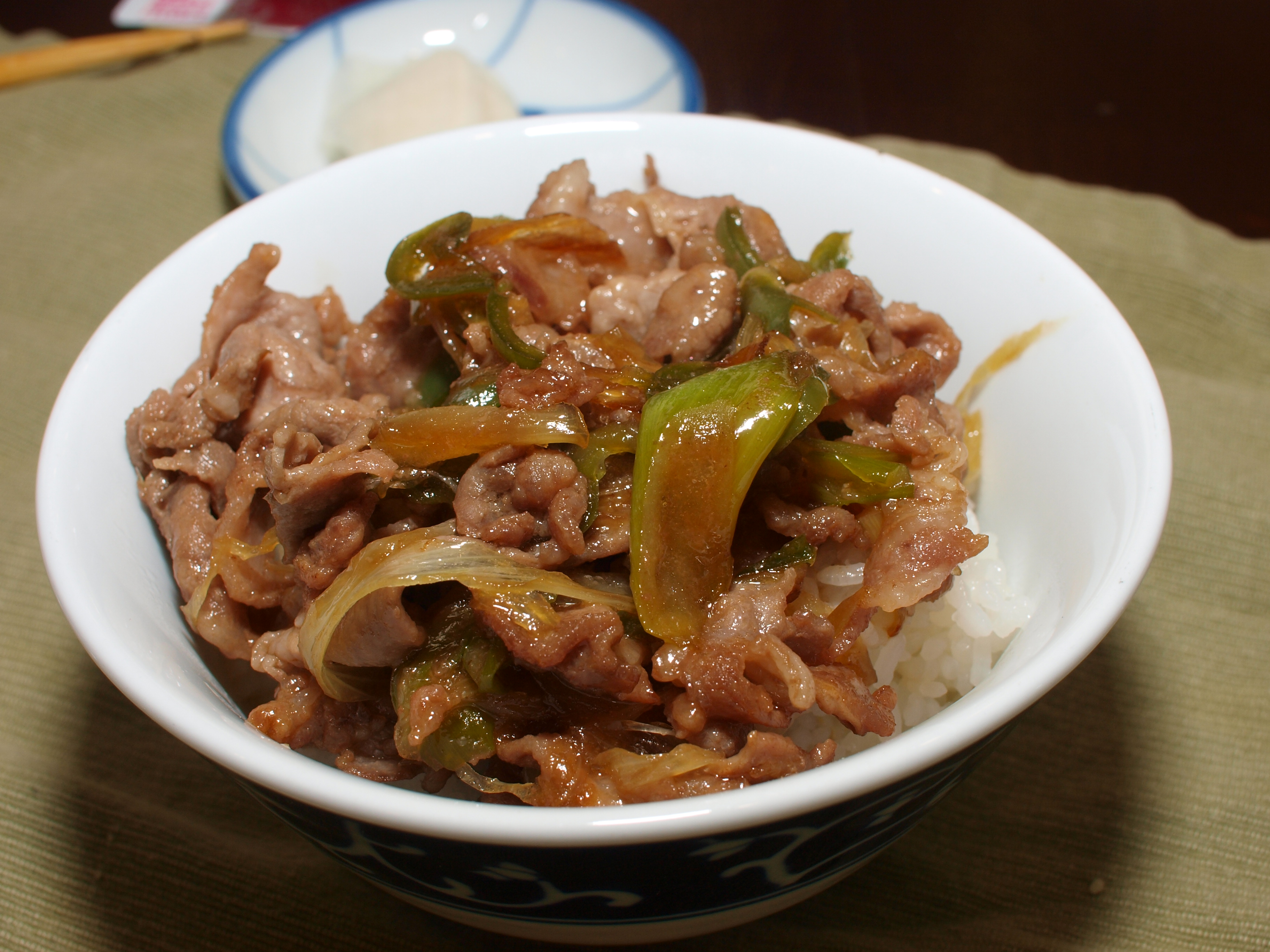
Butadon.

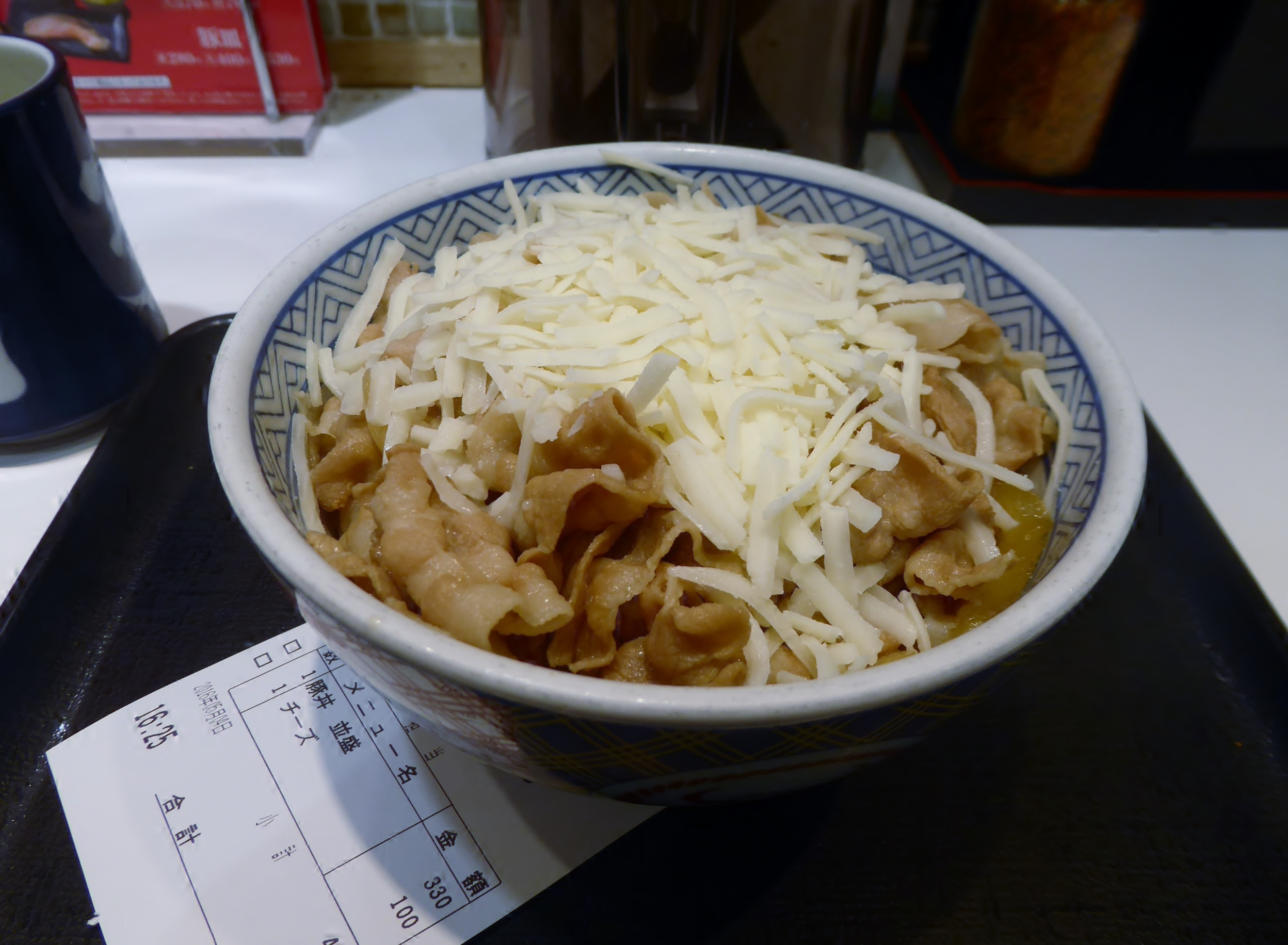

El butadon (豚丼?), traducido a menudo literalmente como ‘cuenco de cerdo’ (buta significa ‘cerdo’ y don es la abreviatura de donburi, ‘cuenco’), es un plato japonés consistente en un cuenco de arroz cubierto con cerdo cocido a fuego lento en una salsa suave dulce. También se añaden a menudo algunos guisantes. Es un plato popular en Japón, sirviéndose habitualmente con takuan. 
Es una receta originaria de la ciudad de Obihiro.